# レイチェル・ブランチャード
レイチェル・ブランチャード（Rachel Blanchard）は、カナダの女優。
『Peep Show』『Flight of the Conchords』『Clueless』への出演で知られる。そのほかの出演作に『ロード・トリップ』『Fargo』などがある。

## フィルモグラフィー

### 映画
- アイアンイーグル4（1995年）
- キャリー2（1999年）
- ロード・トリップ（2000年）
- クライムチアーズ（2001年）
- ライ麦畑をさがして（2003年）
- トレジャー・ハンターズ 進め! 笑撃冒険王（2004年）
- 秘密のかけら（2005年）
- Comeback Season（2006年）
- スネーク・フライト（2006年）
- 愛とセックスとセレブリティ（2009年）
- 17歳キャロラインの三角関係（2010年）
- 底知れぬ愛の闇 (2022年)

### テレビドラマ
- アー・ユー・アフレイド・オブ・ザ・ダーク?（1991年-1996年）
- Clueless（1996年 - 1999年）
- Peep Show（2004年 - 2007年）
- Flight of the Conchords（2007年）
- FARGO/ファーゴ（2014年）
- you me her (2016年)